# 春日井市立郷土館
春日井市立郷土館（かすがいしりつきょうどかん）は、愛知県春日井市鳥居松町七丁目にある郷土資料館。幕末に建設された建物を使用している。

## 歴史
1973年（昭和48年）6月15日に春日井市の市制30周年を記念して開館した。
この建物は、1856年（安政3年）に酒造業を営んでいた飯田重蔵の離れ屋敷として建てられ、江戸時代には名古屋城と中山道とを結ぶ街道であった下街道に面している。1880年（明治13年）には明治天皇が京都への巡幸の折に多治見から下街道を通り、この建物で休憩した。その後、尾三銀行や大垣共立銀行、商工会議所が使用したため、内部は一部改修された。1938年（昭和13年）12月27日、当時の篠木村長の藤田三郎が大垣共立銀行から購入して村に移管し、1943年（昭和18年）の春日井市制施行に伴い同市の所管するところとなった。
1958年（昭和33年）、この場所は「明治天皇下原新田御小休所旧跡」の名称で市の文化財（史跡）に指定された。
入口右には下街道由緒の碑があり、庭には句碑や市内各所の道標が集められている。

## ギャラリー

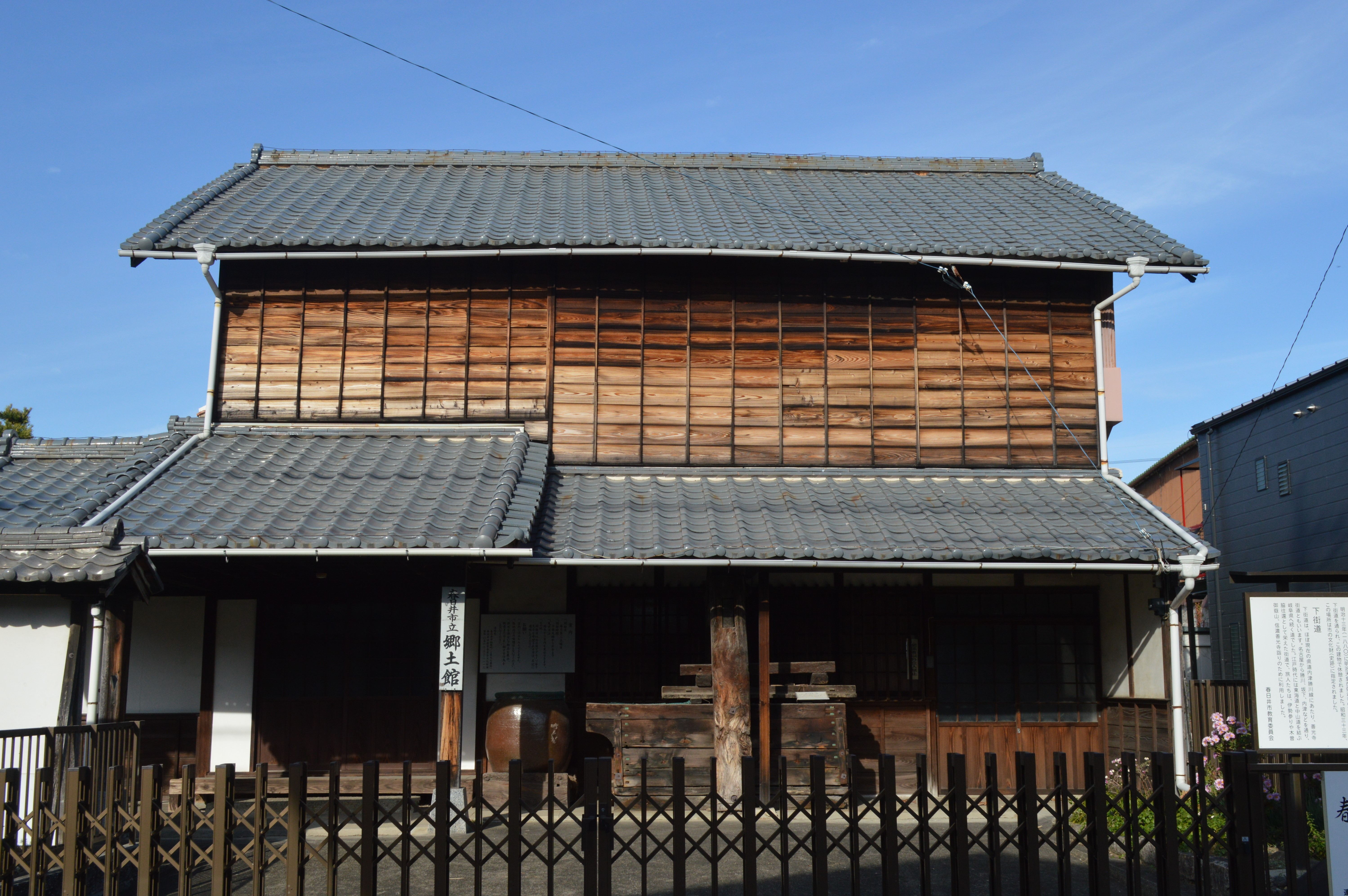
正面
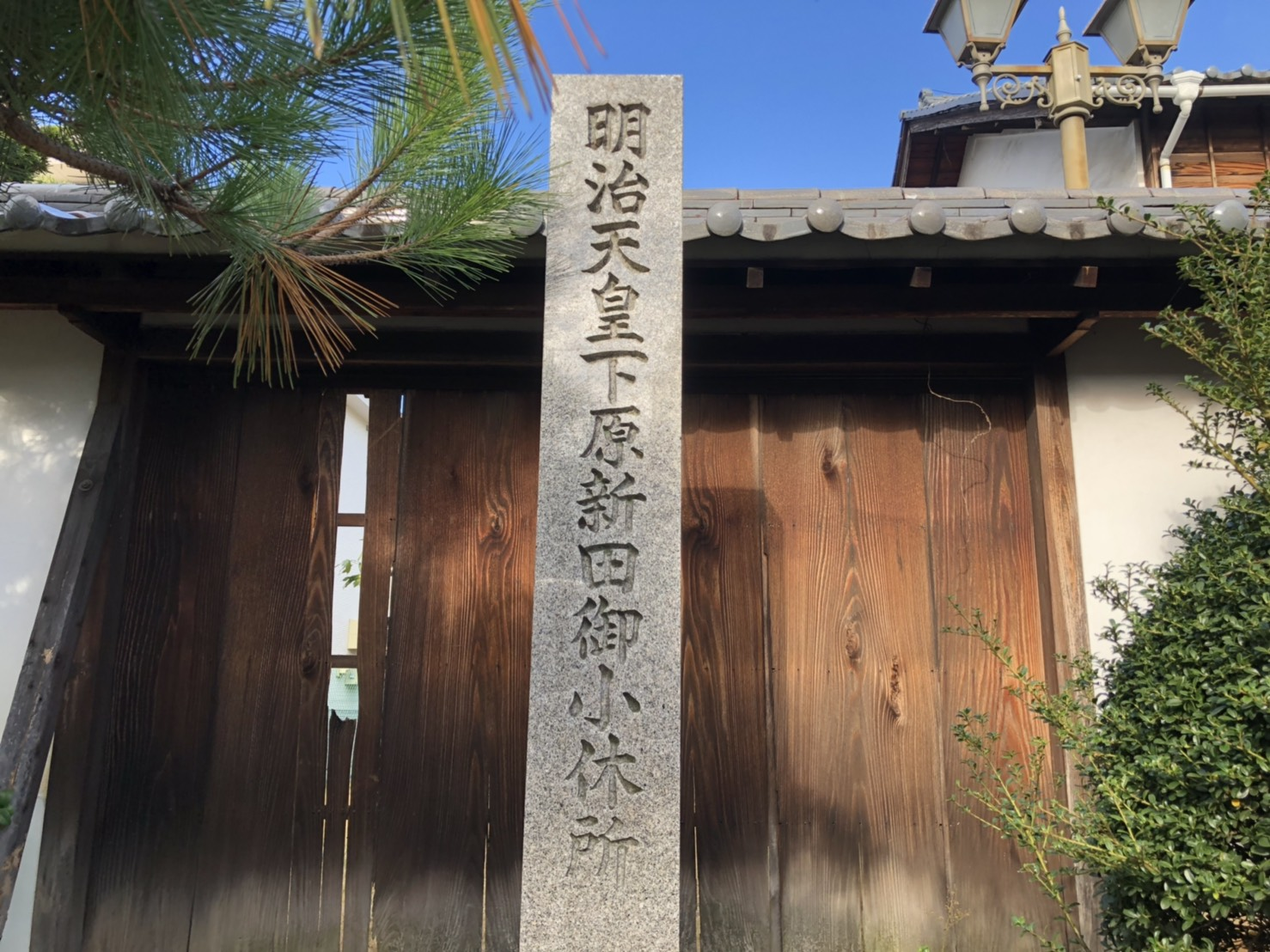
記念碑
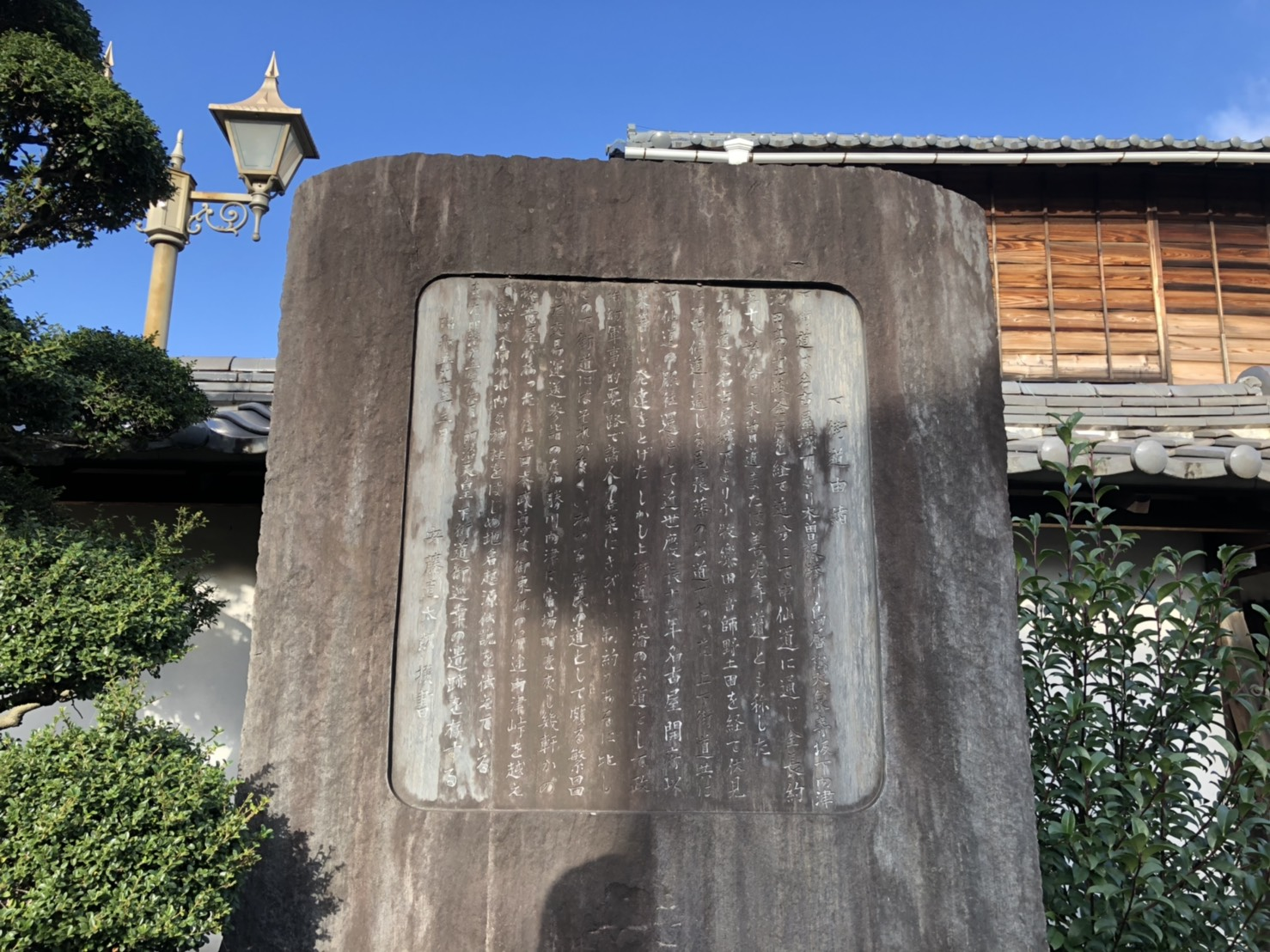
下街道由緒の碑

## 開館日
郷土館は現在、耐震基準を満たしていないとの理由から内部へ入ることができない状態だが、以下の日時において庭先から室内を見学することが可能である。
- 毎月第3土曜日の午前9時から正午まで
- 見学無料

## 交通アクセス
- 名鉄バス「鳥居松」停留所・「鳥居松8丁目」停留所から徒歩で約5分。
- JR中央本線 春日井駅から徒歩で約15分。